# Президентские выборы в Мавритании (2014)
Президентские выборы в Мавритании прошли 21 июня 2014 года. Планировалось, что если ни один из кандидатов не получит более 50% голосов, то 5 июля пройдёт второй тур выборов.

## Контекст
Президент Мавритании избирается сроком на 5 лет и может баллотироваться на этот пост повторно только один раз. В том случае, если в первом туре никто из кандидатов не набирает более 50% голосов, возможно проведение второго тура выборов, в котором примут участие два претендента, получившие наибольшую поддержку избирателей.
57-летний генерал Мохаммед Ульд Абдель-Азиз пришел к власти в результате военного переворота в 2008 году. В следующем году он был избран президентом на выборах, не признанных оппозицией. Ему удалось обеспечить стабильный экономический рост (6,4% в 2013 году), а также приток прямых иностранных инвестиций в горнодобывающую промышленность, сельское хозяйство и сферу услуг, дающие примерно две трети ВВП страны. В настоящее время Абдель-Азиз является председателем Африканского союза и известен решительным неприятием исламистской группировки «Аль-Каида в странах исламского Магриба».
До последнего времени шли переговоры правящей партии «Союз Республики» с оппозицией по реформированию закона о выборах, который последние считают непрозрачным и обеспечивающим преимущество действующему президенту для переизбрания. Переговоры завершились ничем, и оппозиция приняла решение бойкотировать выборы. В свою очередь Абдель-Азиз на предвыборном митинге заявил, что «мы создали независимый комитет для выборов, чтобы закрепить демократию, потому что мы верим в демократию».

## Кандидаты
| Фото | Кандидат                      | Партия | Партия                                                                                          |
| ---- | ----------------------------- | ------ | ----------------------------------------------------------------------------------------------- |
|      | Мохаммед Ульд Абдель-Азиз     |        | действующий президент Мавритании от партии «Союз Республики»                                    |
|      | Бирам Ульд Дах Ульд Абейд     |        | борец с рабством в Мавритании, глава партии «Инициатива за возрождение движения против рабства» |
|      | Буадель ульд Хумейд           |        | глава партии Эль-Виам                                                                           |
|      | Лала Марием Минт Мулайе Идрис |        | глава Информационного агентства Мавритании, независимый кандидат                                |
|      | Ибрагима Моктар Сарр          |        | Альянс за справедливость и демократию/Движение за обновление                                    |

## Голосование
20 июня состоялось голосование для военнослужащих. К полудню проголосовало более 70% военных.
21 июня избирательные участки открылись для 1,3 миллиона граждан, имеющих право голоса от общего количества населения, составляющего 3,8 млн человек. Явка в столице страны Нуакшоте составила в среднем 40%. В целом по стране явка составила около 45%. Начался подсчёт голосов.

## Результат
Как сообщил председатель Национальной независимой избирательной комиссии Абдаллахи ульд Суэйд Ахмед, на выборах победил Мохамед ульд Абдель Азиз, набравший почти 82% голосов избирателей (около 578 тыс. человек). В то время как, Бирам ульд Дах Абейд, сделавший ставку на бедняков получил 8,67%, то есть лишь более 60 тысяч голосов, Буадель ульд Хумейд — 4,5%, Ибрагима Моктар Сарр —4,44%, Лала Марием Минт Мулайе Идрис — 0,49% голосов. Явка составила около 56%, но оппозиционеры утверждают, что проголосовали всего 20%. Итоги голосования теперь должен утвердить Конституционный суд Мавритании.
| Кандидат                           | Партия                                                       | Голоса    | %     |
| ---------------------------------- | ------------------------------------------------------------ | --------- | ----- |
| Мохаммед Ульд Абдель-Азиз          | Союз Республики                                              | 577,995   | 81.89 |
| Бирам Ульд Дах Ульд Абейд          | Инициатива за возрождение движения против рабства            | 61,218    | 8.67  |
| Буадель ульд Хумейд                | Эль-Виам                                                     | 31,773    | 4.50  |
| Ибрагима Моктар Сарр               | Альянс за справедливость и демократию/Движение за обновление | 31,368    | 4.44  |
| Лала Марием Минт Мулайе Идрис      | независимый кандидат                                         | 3,434     | 0.49  |
| Недействительные/пустые бюллетени  | Недействительные/пустые бюллетени                            | 44,077    | –     |
| Всего                              | Всего                                                        | 749,865   | 100   |
| Зарегистрированные избиратели/Явка | Зарегистрированные избиратели/Явка                           | 1,328,168 | 56.46 |
| Источник: CENI                     |                                                              |           |       |